# 荒川秀俊
荒川 秀俊（あらかわ ひでとし、1907年8月4日 - 1984年12月23日）は、日本の昭和期の気象学者。理学博士（東京大学・論文博士・1939年）。

## 生涯
福島県白河市に生まれる。県立安積中学校から第二高等学校を経て、1931年東京帝国大学理学部物理学科卒業後、中央気象台に入る。1939年、理学博士（東京大学）の学位を取得1941年東京大学講師を兼任。1943年軍の依頼により偏西風を利用した風船爆弾の気象調査を行う。1964年福岡管区気象台台長、1966年気象研究所所長、1968年東海大学教授を歴任。1972年藤原賞受賞。勲二等瑞宝章を受章。1984年の年末心不全のため死去。
予報技術の発展に貢献したほか、古文書により気象・災害と歴史的事件の関係を研究し、理論気象、気候学、災害史、気象学史などの分野で業績を残した。

## 著書
- 『気象力学』岩波書店 1940
- 『気象熱力学』岩波書店 1941
- 『日本気象学史』河出書房 1941
- 『大東亜の気候』朝日新聞社 1942
- 『戦争と気象』岩波新書 1944、復刊2019
- 『四季の気象』生活社 1945
- 『気象学発達史』河出書房 1947
- 『気象の話』平凡社 1948
- 『日本の気候』平凡社全書 1948
- 『気候と生活』山海堂 1949
- 『気象の教室』新教育協会 新学級文庫 1949
- 『気候と気候の変動』積雪科学館 1954
- 『気候変動論』気象学講座 第10巻 地人書館 1955
- 『台風 猛威への挑戦』社会思想研究会出版部 現代教養文庫 1958
- 『日本と世界の気象 文明は北進する』東都書房 1959
- 『災害の歴史』至文堂 日本歴史新書 1964
- 『日本人漂流記』人物往来社 1964
- 『江戸の実話 「実事譚」の世界』訳編 桃源社 1965
- 『新・江戸の実話 「実事譚」の世界』桃源社 1966
- 『饑饉の歴史』至文堂 日本歴史新書 1967
- 『気象熱力学』地人書館 1968
- 『異国漂流物語』社会思想社 現代教養文庫 1969
- 『お天気日本史』文藝春秋 1970、河出文庫 1988
- 『飢饉』教育社歴史新書 1979

### 共編著
- 『気象天文の図鑑』共著 岡順次 等絵 小学館の学習図鑑シリーズ 1956
- 岡田武松『世界気象学年表』（補）気象学講座 別巻 地人書館 1956
- 『工業気象』編 応用気象学大系 地人書館 1961
- 『日本高潮史料』石田祐一,伊藤忠士共編 気象研究所 1961
- 『異国漂流記集』編 気象研究所 1962
- 『日本漂流漂着史料』編 気象研究所 1962
- 『近世気象災害志』編 気象研究所 1963
- 『異国漂流記続集』編 気象研究所 1964
- 『日本旱魃霖雨史料』大隅和雄,田村勝正共編 気象研究所 1964
- 『近世漂流記集』編 法政大学出版局 1969
- 『PROGRAMMING : FORTRAN入門』広瀬元孝,鈴木栄一共著 地人書館 1969
- 『天保改革町触史料』編 雄山閣出版 1974
- 『江戸幕府代官史料 県令集覧』村上直共編 吉川弘文館 1975
- 『算法地方大成』村上直共校訂 近藤出版社 日本史料選書 1976
- 『実録・大江戸壊滅の日』編著 竹内均解説 教育社 1982
- 『日本史小百科 22 災害』宇佐美龍夫共著 近藤出版社 1985

### 翻訳
- ダーウィン『ビーグル号世界周航記 ダーウィンは何をみたか』築地書館 1958、改訂版1975／講談社学術文庫 2010
- 『国際地球観測年』訳編 地人書館 1960

## 論文
- 荒川秀俊,「大氣風系の研究」『気象集誌. 第2輯』 16巻 6号 p.233-236, 日本気象学会, 1938年, doi:10.2151/jmsj1923.16.6_233
- H. Arakawa and K. Suda, "Analysis of winds, wind waves, and swell over the sea to the east of Japan during the typhoon of September 26, 1935”, Monthly Weather Review, Feb 1953, doi:10.1175/1520-0493(1953)081%3C0031:AOWWWA%3E2.0.CO;2
- 荒川秀俊「風船爆彈の気象学的原理」『日本航空学会誌』第1巻第2号、日本航空宇宙学会、1953年、98-103頁、doi:10.2322/jjsass1953.1.98、ISSN 0021-4663、NAID 130003957373。 （地学雑誌 Vol.60 No.4 掲載とほぼ同じ）
- H. Arakawa "Dates of first or earliest snow covering for Tokyo since 1632", Quarterly Journal of the Royal Meteorological Society, Apr 1956, doi:10.1002/qj.49708235209
- H. Arakawa "Characteristics of the low-level jet stream", Journal of Meteorology, 504-506, Vol 13, American Meteorological Society, Oct 1956
- H. Arakawa "Crescent‐shaped shadows during a partial eclipse of the sun", Weather, Royal Meteorological Society, Aug 1961, doi:10.1002/j.1477-8696.1961.tb02628.x.
- H. Arakawa "General trend of the relative humidity in Japan", Quarterly Journal of the Royal Meteorological Society, Jan 1962
- H. Arakawa "Usefulness of weather forecasting and storm warnings", Weather, Royal Meteorological Society, Feb 1966
- 荒川秀俊, 相馬清二, 堤敬一郎, 江口博「霞が関超高層ビル周辺の風と雨 都市風の研究」（PDF）『天気』第16巻第5号、日本気象学会、1969年5月、227-232頁、ISSN 05460921、NAID 40018074946。

## 親族
- 長男：茂木克俊（元東北大学医学部教授）
- 次男：荒川邦俊（荒川歯科医院院長、世田谷区）
- 長女：高橋道子（素平とワヒネマイカイ フラスタジオ主宰）